# Somali
Somali (somalijski: Dawlada Deegaanka Soomaalida Itoobiya, arabski: الدولة الاثيوبية المنطقة الصومالية) – region administracyjny we wschodniej Etiopii, obejmujący terytorium zamieszkane przez Somalijczyków (tzw. Ogaden). Region graniczy z Dżibuti na północy, Kenią na południu, Somalią na wschodzie i południu oraz z regionem Oromia na zachodzie. Stolicą regionu jest Dżidżiga.
Region liczy 4 329 000 mieszkańców (2005 r.) i zajmuje powierzchnię 250 000 km².
- Skład etniczny: Somalijczycy 95,6%, Oromowie 2,25%, Amharowie 0,69%
- Język urzędowy: somalijski,
- Religie: muzułmanie 98,7%, prawosławni chrześcijanie 0,9%,

Głównym zajęciem ludności jest pasterstwo. Na niewielką skalę uprawia się także: kukurydzę i sorgo. Zajęcie ludności daje też handel.
W regionie Somali przeważa teren równinny. Temperatura sięga tutaj od 32 do 40 °C, średnia opadów wynosi od 300 do 500 mm.

## Historia regionu
Region Somali został utworzone w wyniku reformy administracyjnej w 1995 i objął większą część dawnej prowincji Hararghe.
Ludność regionu nadal dąży do połączenia z Somalią. W 2007 doszło do konfrontacji pomiędzy wojskami rządowymi a Narodowym Frontem Wyzwolenia Ogadenu (ONLF). Reakcja armii etiopskiej była spowodowana atakiem bojówkarzy ONLF w kwietniu 2007, podczas którego zabili oni 7 chińskich i 65 etiopskich pracowników chińskiego pola naftowego. Etiopia została oskarżona przez organizacje międzynarodowe (m.in. Human Rights Watch) o łamanie praw człowieka i liczne nadużycia podczas działań antyterrorystycznych. Premier Meles Zenawi zaprzeczył jakoby takie wydarzenia miały miejsce.